# Беркетт, Кристофер
Кристофер Беркетт (Christopher Burkett) — американский фотограф-пейзажист. Кристофер не использует в своей работе цифровые технологии, все фото сняты на плёнку и проявлены им самим.

## Биография
Кристофер Беркетт вырос в деревне штата Орегон, поэтому проводил огромное количество времени на природе, формировал о ней своё мнение. В возрасте 19 лет присоединился к христианской религиозной группе. В то же время он осознал, что лучшим способом показать своё видение другим людям, является фотография. В 1979 бросил братство, всерьёз занялся фотографией, и женился на своей жене Рут. В течение 20 лет совершенствовал своё ремесло.
Начал Беркетт свою фотографическую карьеру с монохромной фотографии. После пяти лет работы с черно-белыми изображениями перешёл на цветную фотографию, которой занимается и по сей день.

## Работы
Книги, а также выставки Беркетта неоднократно освещались в Bloomsbury Review, San Diego Union-Tribune, Washington Post, и Book Reader. Журнал View Camera опубликовал интервью с Кристофером. Статьи о творчестве Беркетта также появлялись в Camera Arts, Hasselblad Forum, и Popular Photography. Книга Беркетта Intimations of Paradise стала лучшей книгой года об искусстве и фотографии в 1999 году, а в 2004 году он был одним из 12 фотографов, которые получили от производителя фототехники Hasselblad премию Hasselblad Masters за свои работы.